# Anton Buttigieg
Anton Buttigieg (mt. Anton Buttiġieġ; ur. 19 lutego 1912 w Qala, zm. 5 maja 1983 tamże) – maltański polityk, prawnik, publicysta i poeta, deputowany, wicepremier i minister, wicelider Partii Pracy,
prezydent Malty w latach 1976–1981.

## Życiorys
Kształcił się w seminarium na Gozo oraz w St Aloysius’ College. Następnie studiował na Uniwersytecie Maltańskim, na którym uzyskał BA (1934) oraz doktorat z prawa (1940). Podczas II wojny światowej służył w siłach policyjnych, później podjął praktykę prawniczą. Zajmował się też dziennikarstwem jako reporter „Times of Malta” (1946–1948) oraz redaktor „The Voice of Malta” (1959–1970), organu prasowego Partii Pracy. W 1955 po raz pierwszy został wybrany do Izby Reprezentantów. Mandat poselski uzyskiwał następnie w wyborach w 1962, 1966, 1971 i 1976.
Pełnił organizacyjną funkcję przewodniczącego Partii Pracy (1959–1961), był też zastępcą jej lidera Doma Mintoffa (1962–1976). W latach 1971–1976 zajmował stanowiska wicepremiera oraz ministra sprawiedliwości i kontaktów z parlamentem. Po wyborach w 1976 krótko odpowiadał także za mieszkalnictwo. W październiku tegoż roku złożył mandat deputowanego. W grudniu 1976 został drugim po ustanowieniu republiki prezydentem Malty. Urząd ten sprawował do grudnia 1981.
Zajmował się również poezją, wydawał tomy poetyckie, był laureatem kilku nagród literackich.